# 무쉬나
무쉬나(폴란드어: Muszyna, 라틴어: Mussina, 루신어: Мушына)는 폴란드 남부 마워폴스카주 노비송치군에 위치한 도시로, 면적은 24,43km2, 높이는 450m, 인구는 4540명(2022년 기준), 인구 밀도는 186명/km2이다.

## 자매 도시
무쉬나의 자매 도시다.
- 슬로바키아 아르누토브체
- 슬로바키아 바르데요프
- 슬로바키아 치르치
- 슬로바키아 두보비차
- 슬로바키아 카메니차 (사비노우구)
- 슬로바키아 레그나바
- 슬로바키아 레나르토프
- 슬로바키아 리파니
- 슬로바키아 리티마노바
- 슬로바키아 루보틴
- 슬로바키아 말리 리피닉
- 슬로바키아 로지코바느
- 슬로바키아 사비노우
- 슬로바키아 스피슈스키 슈트브르토크
- 슬로바키아 류보브냐
- 슬로바키아 술린
- 슬로바키아 비슈네 루지바히